# Mark Randall (natation)
Pour les articles homonymes, voir Mark Randall et Randall.
Mark Randall, né le 21 janvier 1986 en Afrique du Sud, est un nageur sud-africain.

## Carrière
Mark Randall dispute les Jeux du Commonwealth de la jeunesse de 2004 à Bendigo, obtenant deux médailles d'or sur 800 et 1 500 mètres nage libre.
Il obtient la médaille d'argent du 800 mètres nage libre et la médaille de bronze du 400 mètres nage libre aux Jeux africains de 2011 à Maputo.